# Louise-Victorine Ackermann
Louise-Victorine Ackermann (ur. 30 listopada 1813 w Paryżu, zm. 2 sierpnia 1890 w okolicach Nicei) – francuska poetka związana z parnasizmem.

## Życie i twórczość
Urodziła się jako Louise-Victorine Choquet w Paryżu. Ojciec przyszłej poetki był wolnomyślicielem i zapewnił jej edukację daleką od religijnej. W 1838 roku Louise-Victorine wyjechała do Berlina dla nauki języka niemieckiego. W 1843 roku wyszła za Paula Ackermanna, francuskiego lingwistę i przyjaciela Proudhona. „Małżeństwo z rozsądku” okazało się szczęśliwe, lecz bardzo krótkie: po trzech latach Ackermann zmarł na gruźlicę.
Po śmierci męża poetka zamieszkała wraz z siostrami w Nicei, gdzie poświęciła się rolnictwu, a w końcu również powróciła do pracy literackiej. Jej pierwsze publikacje, inspirowane poezjami Victora Hugo, nie zostały zauważone przez krytyków, późniejsze zaś krytykowane były za głęboko pesymistyczny wydźwięk. Polski krytyk Zenon Miriam-Przesmycki nazwał Ackermann „znakomitą pesymistką francuską”. Ackermann została w końcu doceniona za erudycję i swoją lirykę filozoficzną. Przez Victora Fiori, późniejszego edytora dzieł zebranych poetki, nazwana została uczennicą Denisa Diderota.
Za najważniejsze i najbardziej charakterystyczne dzieło poetyckie Ackermann uważany jest zbiór Poésies philosophiques (Poezje filozoficzne); popularność zdobył również jej dziennik, pisany w latach 1849-1869 i wydany pod tytułem Les Pensées d'une solitaire (Myśli samotniczki).

## Wybrane dzieła
- Contes, Paryż 1855
- Poésies philosophiques, Nicea 1861
- Poésies, premières poésies, poésies philosophiques, Paryż 1873
- Pensées d'une solitaire, Paryż 1883